# Cyril Buramen
Cyril Buramen – nauruański polityk, od 13 lipca 2016 przewodniczący Parlamentu Nauru.
Buramen startował m.in. w wyborach parlamentarnych w 2003, 2004, 2007, 2008 oraz w kwietniowych i czerwcowych wyborach z 2010 roku, jednak tylko wybory z 2007 roku dały mu miejsce w parlamencie. W 2008 roku, stracił mandat poselski na rzecz Landona Deireragei, jednak pięć lat później, odzyskał mandat jego kosztem.
13 lipca 2016 został wybrany spikerem Parlamentu Nauru.